# Newbouldia
Genre
Newbouldia est un genre de plantes à fleurs de la famille des Bignoniaceae. Ce sont des arbres originaire d'Afrique.

## Liste d'espèces
Selon Catalogue of Life (17 octobre 2017) :
- Newbouldia laevis (P.Beauv.) Seem.

Selon The Plant List (17 octobre 2017) :
- Newbouldia laevis (P.Beauv.) Seem.

Selon Tropicos (17 octobre 2017) (Attention liste brute contenant possiblement des synonymes) :
- Newbouldia laevis (P. Beauv.) Seem.
- Newbouldia pentandra (Hook.) Seem.